# Rumli, a bajkeverő
A Rumli, a bajkeverő magyar–brit televíziós rajzfilmsorozat, amelyet az InterPannónia készített 1994-ben.

## Ismertető
Ez egy madár? Egy repülőgép? Vagy egy macska túlfűtött képzelettel? A kalandos rajzfilmsorozat bemutatja Rumlit, a macskát, egy öreg házat mindenféle öreg liliommal és bosszantó madarakkal, kotnyeles egerekkel a padlásán. Valamint találkozhatunk a macskák ősellenségével, a kutyával is! Semmi baj, Rumli macska bármi lehet, ami csak lenni akar! (Vagy csak hiszi).

## Szereplők
- Rumli: A bajkeverő lila mellényes macska, aki a padláson lakik, és ráadásul folyton lebukik.
- Muki: A barna sapkás basset hound kutya, akivel meggyűlik Rumlinak a baja.

## Gyártás
- Rumli magyar hangja: Bor Zoltán
- Írta: Andy James, Wayne Thomas, Hickey és McCoy
- Rendezte: Mark Taylor
- Animációs rendezők: Baksa Tamás, Ternovszky Béla, Wayne Thomas
- Zene: Dave Howman, André Jacquemin
- Operatőr: Ádám Imre, Balázs Mária, Radocsay László
- Szinkron hangmérnök: Kiss István
- Vágó: M.A.C. Adams
- Háttérfestők: Bodó András, Kozma Tibor, Kis Szilárd
- Háttértervező: Wayne Thomas
- Figuraterv: Andrew K. James
- Animátorok: Bolfert Csaba, Felleginé Kiss Katalin, Fülöp Rita, Huszák Tibor, Kis Szilárd, Kovács Judit, Nagy Péter, Prell Oszkár, Rozsgai Péter, Tóth Gábor
- Kulcs és fázisrajzolók: Horváth Balázs, Kolbertné Nagy Erika, Lajos Csilla, Mester Andrea, Schanzi Ágnes, Soó Melinda, Tari József, Temesi Eszter, Varjas Ágnes, Virth Beáta
- Gyártásvezető: Mary Polinger
- Szinkrongyártásvezető: Derzsi Kovács Éva
- Magyar szöveg: Fekete Zoltán
- Szinkronrendező: Zalán János

A szinkront az InterPannónia megbízásából a Masterfilm Digital Kft. készítette

## Epizódok
1. Mennyből a Rumli
2. Rumli tábornok
3. Az egér
4. Zéró jele
5. Karácsonyi Rumli
6. Robotkutya
7. Szuper Muki visszatér
8. Vissza a gyökerekhez
9. Tartsd a formád, cicus!
10. Sir Muki Láncalóg
11. A defektes detektív
12. Rumli álruhában
13. Rumli, a harcművészet